# Уэбстер, Элизабет
Элизабет Уэбстер (англ. Elizabeth Webster) — английская актриса. Она исполнила роль «Толстой» Уолды Фрей в сериале канала HBO «Игра престолов» в четвёртом, пятом и шестом сезоне.

## Фильмография

### Телевидение
| Год       | Название           | Ориг. название      | Роль                | Примечания |
| --------- | ------------------ | ------------------- | ------------------- | ---------- |
| 2012      | Кокни против зомби | Cockneys vs Zombies | Наташа              |            |
| 2012      | Вызовите акушерку  | Call the Midwife    | миссис Фостер       |            |
| 2014—2016 | Игра престолов     | Game of Thrones     | Уолда Фрей / Болтон | 5 эпизодов |
| 2015      | Пьяная мартышка    | Pubmonkey           | «Толстая» Мэвис     |            |